# Borsa Italiana
De Borsa Italiana is de belangrijkste effectenbeurs van Italië. Op 29 april 2021 werd Euronext de nieuwe eigenaar door alle aandelen over te nemen van de London Stock Exchange (LSE). Borsa Italiana is gevestigd aan het plein Piazza degli Affari in Milaan.

## Geschiedenis
De Borsa di Commercio (handelsbeurs) werd opgericht op 16 januari 1808. De beurs opereerde als publieke instelling, in tegenstelling tot veel andere beurzen die begonnen als een bundeling van commissionairs. In 1859 werd het eerste aandeel geïntroduceerd, de "Società Ferroviaria del Lombardo Veneto" (de Spoorwegonderneming Lombardije-Venetië). In diverse andere Italiaanse steden ontwikkelden zich aparte effectenbeurzen, er was ook nog geen sprake van een Italiaanse eenheid.
In 1964 werden de eerste beleggingsfondsen geïntroduceerd aan de beurs. Deze waren officieel gevestigd in Luxemburg. In de volgende jaren won de beurs van Milaan steeds meer aan invloed ten opzichte van de beurzen in Italiaanse steden. De overheid privatiseerde de beurs in het jaar 1998. 
In 2007 kocht LSE voor € 1,5 miljard Borsa Italiana. Het bod van LSE was deels in aandelen waardoor de oud-Borsa Italiana aandeelhouders een belang van 28% kregen in nieuwe groep, de London Stock Exchange Group (LSEG). Het nieuwe bestuur bestaat uit 12 bestuurders, waarvan vijf Italianen. Door het bod van LSE te accepteren werd een overname door NYSE Euronext geblokkeerd.
In 2020 bood LSEG het belang in Borsa Italiana te koop aan om de overname van Refinitiv mogelijk te maken. In september 2020 bracht Euronext een bod uit. De partners bij dit bod zijn de Italiaanse staatsbank Cassa Depositi e Prestiti (CDP) en Intesa Sanpaolo. Naast Euronext zijn ook andere partijen geïnteresseerd om de Italiaanse beursuitbater te kopen. Op 9 oktober werden Euronext en de Italiaanse partners geselecteerd als koper, ze zijn bereid € 4,3 miljard te betalen voor Borsa Italiana. Na de overname maakt de Italiaanse beurs ruim een derde van de omzet van Euronext uit. De overname wordt deels betaald door een onderhandse plaatsing van aandelen bij CDP en Intesa Sanpaolo. CDP krijgt in ruil daarvoor een belang van 7,3% in Euronext en Intesa Sanpaolo van 1,3%. Op 29 april 2021 is de overname gerealiseerd.

## Handelstijden
De normale handel vindt plaats tussen 9.00 uur in de ochtend en 17.25 uur in de middag. Voor en na de normale handel is het mogelijk om orders in te leggen en kan er door professionele partijen gehandeld worden.

## Beursindex
De FTSE MIB is de belangrijkste beursindex van de Borsa Italiana. Voor 2004 was de MIB-30 de voornaamste index, maar deze is niet langer in gebruik.